# Snort
Snort je svobodný systém detekce průniku a systém prevence průniku. Původně jej vytvořil v roce 1998 Martin Roesch od roku 2013 je jeho hlavním vývojářem společnost Cisco.
Snort je multiplatformní software napsaný v programovacím jazyce C a uvolněný pod licencí GNU GPL.
Podstatou práce Snortu je analýza paketů internetového protokolu, kde dokáže detekovat například skenování portů, pokusy o přetečení bufferu a podobně.